# Juan José De La Cámara Martínez
Juan José De La Cámara Martínez (ur. 1 lipca 1945 w Madrycie) – hiszpański polityk, samorządowiec i psycholog, poseł do Parlamentu Europejskiego III kadencji.

## Życiorys
Studiował filozofię i literaturę na Uniwersytecie Complutense w Madrycie. Przez trzy lata kształcił się w zakresie psychologii we Włoszech, ukończył też studia z edukacji. Do 1973 pracował jako psycholog m.in. ze studentami.
Zaangażował się w działalność polityczną w ramach Hiszpańskiej Socjalistycznej Partii Robotniczej. Od 1974 do 1977 był szefem urzędu prowincji ds. rehabilitacji niepełnosprawnych, później był dyrektorem instytucji ds. osób starszych oraz autorem programów w instytucji zajmującej się niepełnosprawnymi umysłowo. Od 1983 do 1987 pozostawał członkiem zarządu Kastylii-La Manchy, odpowiedzialnym za sprawy zdrowia, opieki społecznej i pracy. W latach 1982–1983 i 1987–1988 kierował regionalną instytucją zarządzającą opieką społeczną.
W 1989 został wybrany do Parlamentu Europejskiego. W tym gremium przystąpił do Partii Europejskich Socjalistów, został m.in. wiceprzewodniczącym Delegacji ds. stosunków z Albanią, Bułgarią i Rumunią (1992–1994). Później pracował jako dyrektor generalny w ministerstwie edukacji i kultury Kastylii-La Manchy.